# أحمر (مسلسل)
أحمر، مسلسل درامي سوري، من إنتاج عام 2016. وهو من تأليف يامن حجلي وعلي وجيه ومن إخراج جود سعيد في تجربته الإخراجية التلفزيونية الأولى.

## البطولة
- عباس النوري  خالد العبد الله
- يامن حجلي  النقيب عاصي
- سلاف فواخرجي  الصحفية سماح
- رفيق علي أحمد العقيد حليم
- عبد المنعم عمايري  جود ، أدهم
- صفاء سلطان  يمام
- محمد الأحمد  رام
- خالد القيش عابد الحجري
- لجين إسماعيل هيثم

## القصة
قصة العمل هي قصة بوليسية، تدور حول مقتل القاضي خالد عبد الله. يتولى التحقيق في القضية صديقه العقيد حليم والنقيب عاصي. خلال التحقيقات يتبين الكثير من التجاوزات التي قام بها القاضي خالد وتنكشف بعض العصابات التي كان يتعاون معها.